# Ancylorhynchus crux
Ancylorhynchus crux är en tvåvingeart som beskrevs av Mario Bezzi 1908. Ancylorhynchus crux ingår i släktet Ancylorhynchus och familjen rovflugor. Inga underarter finns listade i Catalogue of Life.